# Владо Бучковски
Владо Бучковски (на македонска литературна норма: Владо Бучковски) е политик и юрист от Северна Македония, министър-председател на страната от декември 2004 г. до август 2006 г.

## Биография

### Научна кариера
Владо Бучковски се дипломира в Юридическия факултет на Скопския университет през 1986, защитава магистратура през 1992. През 1998 защитава докторска дисертация в областта на римското и съвременното заложно право.
От 1987 до 1988 година Бучковски работи като сътрудник-специалист в Събранието на Северна Македония. В периода 1988 – 2002 година работи като сътрудник, младши асистент и асистент в Юридическия факултет в Скопие. През 1998 е избран за доцент по римско право, а през 2003 година е избран за професор.

### Политическа кариера
В периода 1998 – 2000 година Бучковски е член на Държавната изборна комисия, а от 2000 до 2001 година председателства Градския съвет на Скопие.
Министър на отбраната в ширококоалиционния кабинет на Любчо Георгиевски от 13 май до 26 ноември 2001 година.
След победата на СДСМ и на неговите коалиционни партньори на парламентарните избори през 2002 година, на 1 ноември 2002 година Бучковски отново влиза в правителството на Северна Македония като министър на отбраната. На този пост е до декември 2004.
На 15 септември 2003 година е избран за председател на Правния съвет на правителството.
На 26 ноември 2004 е избран за лидер на СДСМ. Същия ден получава мандат за сформиране на ново правителство след оставката на предходния премиер Хари Костов, а на 15 декември 2004 година парламентът го избира за председател на правителството на Северна Македония.
Министър-председател от 15 декември 2004 г. до 26 август 2006 г. След загубата на СДСМ на парламентарните избори от юли 2006 г., лидерството на Бучковски е оспорено и на 5 ноември 2006 г. за нов председател на партията е избрана Радмила Шекеринска.
През 2007 г. Бучковски е обвинен, че като министър на отбраната през 2001 г. е извършил злоупотреби при закупуването на резервни части за танковете Т-55, получени като дарение от България. Обвинен е и тогавашният началник на ГЩ на Армията на РМ Методи Стамболиски. Следват дългогодишни съдебни процеси, които подриват политическото развитие на Бучковски. През декември 2008 г. е издадена първата присъда, а през септември 2014 г. на втора инстанция Бучковски и Стамболиски са осъдени на две години затвор.
През декември 2012 г. Владо Бучковски е изключен от СДСМ. На 10 ноември 2013 г. той заедно с Любчо Зиков и Минчо Йорданов основава нов политически субект – Алианс за позитивна Македония.

## Отличия
- Доктор хонорис кауза на СВУБИТ (28 март 2005 г. г.)[5].